# 헝거 게임: 판엠의 불꽃
《헝거 게임: 판엠의 불꽃》(영어: The Hunger Games)은 2012년 개봉한 미국의 SF 액션 영화로, 수잰 콜린스의 소설 《헝거 게임》의 영화화 작품이다. 헝거 게임 영화 시리즈의 1탄으로, 〈캣칭 파이어〉로 이어진다. 감독은 게리 로스이며, 제니퍼 로런스가 주인공 캣니스 에버딘 역을, 조시 허처슨이 남주인공 피타 멜라크 역을 맡았다. 그리고 리엄 헴스워스, 우디 해럴슨, 엘리자베스 뱅크스, 레니 크래비츠, 스탠리 투치, 도널드 서덜랜드가 출연한다. 미국에서는 2012년 3월 23일 개봉하였다.

## 줄거리
독재 국가 '판엠'이 들어서고 수도 '캐피톨'과 그 아래 12개 구역으로 나눠진 시대. 과거 반란에 대한 징벌로서, 각 구역에서는 매년 12~18세의 남녀를 선출하여 거대한 경기장에 몰아넣고 마지막 생존자 한 명이 남을 때까지 서로 죽고 죽이게 하는 '헝거 게임'이 치러지고 있었다. 가장 가난한 12구역에 사는 강인한 소녀 캣니스는 동생 프림과 함께 헝거 게임 출전자 선출식에 간다. 갓 12살이 된 어린 동생 프림이 뽑히자, 캣니스는 프림을 보호하기 위해 자기가 출전하게 되고, 남자 선출자인 피타와 함께 떠나게 된다. 캐피톨로 출발하기 전 캣니스는 가족들과 친구 게일에게 작별을 고하고, 부적 용도로 흉내어치(mockingjay) 핀을 받는다.
캐피톨로 향하는 열차 안에서 두 사람은 분장사 에피와 멘토 헤이미치와 만난다. 헤이미치는 과거 헝거 게임에서 우승했었던 12구역 출신의 퉁명스러운 사내로, 우승하기 위해서는 스폰서들의 마음을 얻는 것이 중요하다고 충고한다. 캐피톨에 도착하고 그들은 다른 구역의 참가자들과 함께 훈련을 받는다. 피타는 괴력과 위장 기술을 연마했고 캣니스는 날렵한 궁술을 선보였다. 출전 전에 이루어진 인터뷰에서, 피타는 자신이 캣니스를 예전부터 짝사랑하고 있다고 선언하여 대중의 열렬한 관심을 받는다. 인터뷰 직후 캣니스가 따지자 피타는 헤이미치의 조언을 받고 인기를 얻으려고 한 것이라고 말한다.
이윽고 헝거 게임이 시작된다. 시작하자마자 경기장의 중심 '코뉴코피아'에 쌓인 물자를 두고 난전이 벌어지며 총 24명 중 11명만 남는다. 캣니스는 경기장 가장자리로 몸을 숨겼다가 게임 관할자 세네카의 방해 공작으로 불길에 휩싸인다. 불길을 피해 물가로 달아났다가 그녀를 죽이려는 엘리트 구역 참가자 무리와 마주치는데, 피타가 그들과 함께 있었다. 캣니스는 나무 위로 높이 올라가 그들을 따돌리고, 피타는 캣니스가 지쳐 내려오길 기다리자며 일행을 나무 아래서 하룻밤을 보내게 한다. 다음날 새벽 캣니스가 잠을 깨보니 11구역 소녀 루가 나무 위의 벌집을 활용하라고 일러주었다. 캣니스는 벌집을 떨어뜨려 아래의 엘리트 무리들에게 피해를 주지만 본인도 벌에 쏘여 사경을 헤메게 된다. 혼수 상태 속에서 피타가 그녀에게 달아나라고 소리쳤고, 깨어 보니 루가 그녀를 돌봐주고 있었다. 루와 캣니스는 동맹을 맺고, 엘리트 무리가 차지하고 있는 물자를 파괴하자는 계획을 시행한다. 캣니스는 지뢰를 전부 터뜨려 물자들을 전부 못쓰게 만드는 데 성공하지만, 돌아와보니 루가 함정에 빠져 속박되어 있었다. 루를 간신히 풀어주지만 다른 참가자가 난입하여 그만 루가 죽고 만다. 캣니스는 루를 매장해준다. 그리고 이런 광경을 방송으로 본 루의 출신지 11구역에서는 캐피톨에 대항하는 폭동이 일어난다. 이에 판엠 대통령 스노우는 세네카에게 폭동을 잠재우라고 지시한다.
세네카는 헤이미치의 제안을 받아들여, 같은 구역 출신 두 명만이 살아남으면 공동 우승이 가능하다는 새로운 규칙을 선포한다(이는 폭동에서 눈을 돌리기 위해 캣니스와 피타의 로맨스를 부각하기 위함이었다). 새 규칙을 인지한 캣니스는 피타를 찾으러 가고, 곧 상처를 입고 강가에서 위장하고 지내던 피타와 만나 동굴에 몸을 숨긴다. 캣니스는 코뉴코피아에 갔다가 다른 참가자의 공격을 받지만 11구역 출신의 스레쉬가 캣니스를 구해준다. 스레쉬는 루를 묻어준 데 대한 보답으로 캣니스를 보내주고 캣니스는 약을 구해서 피타를 치료한다. 한편 두 사람은 식량을 확보하려다 먹으면 곧바로 죽음에 이르는 독포도를 얻는다.
생존자가 얼마 남지 않자 세네카는 유전자 조작 짐승떼를 풀어놓는다. 코뉴코피아에서 캣니스와 피타는 엘리트 무리의 마지막 생존자 케이토와 대면하여 싸우는데, 자신만만하던 케이토는 이제 죽음의 게임에 던져진 것을 한탄하며 피타를 방패로 삼았다. 캣니스가 케이토의 손을 정확하게 활로 쏘고 피타가 케이토를 짐승떼에 던져 죽인다. 이제 둘은 우승자가 되었으나, 세네카는 갑자기 공동 우승 규칙을 삭제하고 서로 죽일 것을 종용한다. 피타가 캣니스에게 자기를 죽이라고 말하지만, 캣니스는 대신 독포도를 들고 둘 다 이걸 먹고 죽을 것이라고 말한다. 그러자 세네카가 당황하여 둘을 공동 우승자로 선정한다.
헝거 게임이 끝난 뒤 세네카는 스노우 대통령에게 숙청된다. 헤이미치는 캣니스의 행동이 적을 만들었다고 경고한다. 캣니스와 피타는 불안을 머금고 12구역으로 돌아간다.

## 배역
- 제니퍼 로렌스 - 캣니스 에버딘 역[4]
- 조시 허처슨 - 피타 멜라크 역[5]
- 우디 해럴슨 - 헤이미치 애버내시 역[6]
- 윌로 실즈 - 프림로스 에버딘 역[7]
- 리엄 헴스워스 - 게일 호손 역[5]
- 엘리자베스 뱅크스 - 에피 트링켓 역[8]
- 레니 크래비츠 - 시나 역[9]
- 폴라 맬컴슨 - 에버딘 어머니 역[10]
- 어맨들라 스텐버그 - 루 역[11]
- 알렉산더 루드위그 - 케이토 역[12]
- 다요 오케니이 - 스레쉬 역[11]
- 이저벨 퍼먼 - 클로브 역[12]
- 재클린 에머슨 - 여우얼굴 역[13]
- 레븐 램빈 - 글리머 역[14]
- 잭 퀘이드 - 마블 역[14]
- 도널드 서덜랜드 - 코리올레이너스 스노우 대통령 역[15]
- 스탠리 투치 - 시저 플리커먼 역[16]
- 웨스 벤틀리 - 세네카 크레인 역[17]